# Dorando Pietri
Dorando Pietri, noto impropriamente anche come Dorando Petri (Correggio, 16 ottobre 1885 – Sanremo, 7 febbraio 1942), è stato un maratoneta e mezzofondista italiano.
È passato alla storia per il drammatico epilogo della maratona dei Giochi olimpici di Londra 1908: tagliò per primo il traguardo, sorretto dai giudici di gara che l'avevano soccorso dopo averlo visto barcollare più volte stremato dalla fatica. A causa di quell'aiuto fu squalificato e perse la medaglia d'oro, ma le immagini e il racconto del suo arrivo fecero il giro del mondo e superarono la cronaca viva di quei giorni consegnandolo per sempre alla storia dell'atletica leggera. 

## Biografia

### Gli inizi
Dorando Pietri nacque a Mandrio, una frazione di Correggio, in una famiglia di contadini. Nel 1897 il padre Desiderio lasciò i campi per aprire un negozio di frutta e verdura nella vicina Carpi, dove si trasferì con la moglie e i quattro figli. Dorando iniziò molto presto a lavorare, come garzone in una pasticceria. Nel tempo libero si dedicava alla bicicletta o alla corsa a piedi. Era un uomo minuto e di bassa statura (1,59 m).
Nel settembre del 1904 il più famoso podista italiano dell'epoca, Pericle Pagliani, partecipò ad una gara proprio a Carpi. Si racconta che Pietri, attirato dall'evento, si sia messo a correre dietro Pagliani, con ancora gli abiti da lavoro addosso, ed abbia retto il suo passo fino all'arrivo. Qualche giorno dopo, Pietri fece l'esordio in una competizione ufficiale, correndo i 3000 metri a Bologna ed arrivando secondo.
L'anno successivo arrivarono i primi successi, sia in Italia che all'estero, il più importante dei quali fu la 30 km di Parigi, vinta con un distacco di 6 minuti. Il 2 aprile 1906 Pietri vinse la maratona di qualificazione per i Giochi olimpici intermedi, che si sarebbero svolti in estate ad Atene, con il tempo di 2 ore e 42 minuti. Durante la gara fu costretto a ritirarsi al 24º chilometro per problemi allo stomaco, quando era al comando con 5 minuti di vantaggio sugli inseguitori.
Nel 1907 riportò numerose vittorie, tra le quali i titoli dei 5000 metri piani ai campionati italiani (con il primato nazionale di 16'27"2) e dei 20 km (in 1 ora 6 minuti e 27 secondi). Ormai Dorando Pietri era il dominatore assoluto del fondo nazionale, in grado di vincere dal mezzofondo alla maratona, ed aveva già ottenuto risultati importanti sulla scena internazionale.

### La maratona di Londra

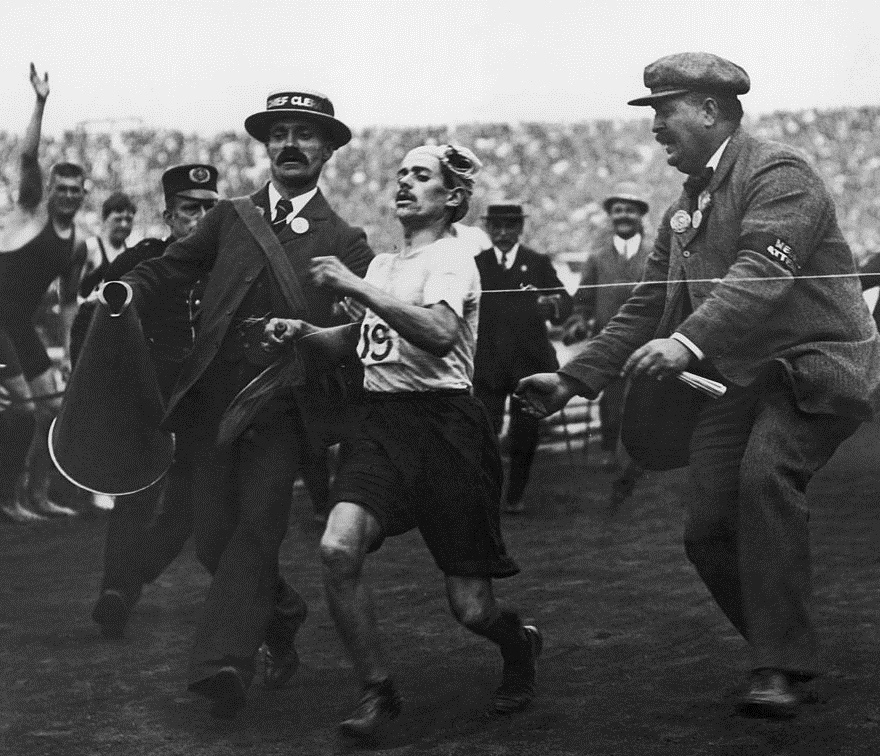
Il drammatico arrivo di Dorando Pietri alla maratona di

Dopo i successi in Italia e all’estero, per Pietri si aprirono orizzonti ben più ampi. Il 7 luglio 1908 si guadagnò il posto nella squadra italiana in vista dei Giochi olimpici di Londra in una gara in pista sui 40 km, disputata a Carpi. Vinse in 2 ore e 38 minuti, una prestazione mai ottenuta prima in Italia.
La maratona olimpica era in programma pochi giorni dopo, il 24 luglio. Per la prima volta il percorso si snodava su 42,195 km. Alla partenza, davanti al Castello di Windsor, c'erano 56 atleti, tra cui i due italiani: Dorando Pietri, maglietta bianca e calzoncini rossi, con il numero 19 sul petto, e Umberto Blasi. Era una giornata insolitamente calda per il clima inglese.
Alle 14:33 la principessa del Galles diede il via. Un terzetto di britannici si portò subito al comando della corsa, imponendo un'andatura elevata. Pietri si mantenne nelle retrovie, cercando di conservare le energie per la seconda parte di gara. Verso metà percorso, infatti, il maratoneta italiano iniziò la sua progressione, rimontando via via numerose posizioni. Al 32º km era secondo, a quattro minuti dal leader della corsa, il sudafricano Charles Hefferon. Saputo che l'atleta di testa era entrato in crisi, Pietri aumentò ancora il ritmo per recuperare il distacco, e al 39º chilometro raggiunse e subito sorpassò il sudafricano.
Mancavano ormai un paio di chilometri all'arrivo, ma Pietri si trovò a fare i conti con l'enorme dispendio di energie effettuato durante la rimonta e la disidratazione dovuta al caldo. La stanchezza gli fece perdere lucidità. Arrivato allo stadio, sbagliò strada. I giudici lo fecero tornare indietro, ma Pietri cadde esanime. Si rialzò con il loro aiuto, ma ormai stremato, faticava a reggersi in piedi da solo.
Era ad appena 200 metri dal traguardo. Gli oltre 75 000 spettatori dello stadio erano tutti in trepidazione per lui. Attorno a lui sulla pista i giudici di gara e persino alcuni medici accorsi per soccorrerlo. Pietri cadde altre quattro volte, ed altrettante fu aiutato a rialzarsi, ma continuò barcollando ad avanzare verso l'arrivo. Quando finalmente riuscì a tagliare il traguardo, sorretto da un giudice e un medico, era totalmente esausto.
Il suo tempo finale fu di 2h54'46"4 su 42,195 km, ma solo per percorrere gli ultimi 500 metri impiegò quasi dieci minuti. Oltre il traguardo svenne e fu portato fuori dalla pista su una barella. Poco dopo di lui arrivò lo statunitense Johnny Hayes. La squadra americana presentò immediatamente un reclamo per l'aiuto ricevuto da Pietri, che venne prontamente accolto. Il maratoneta fu così squalificato e cancellato dall'ordine di arrivo della gara.

#### «Famoso per non avere vinto»

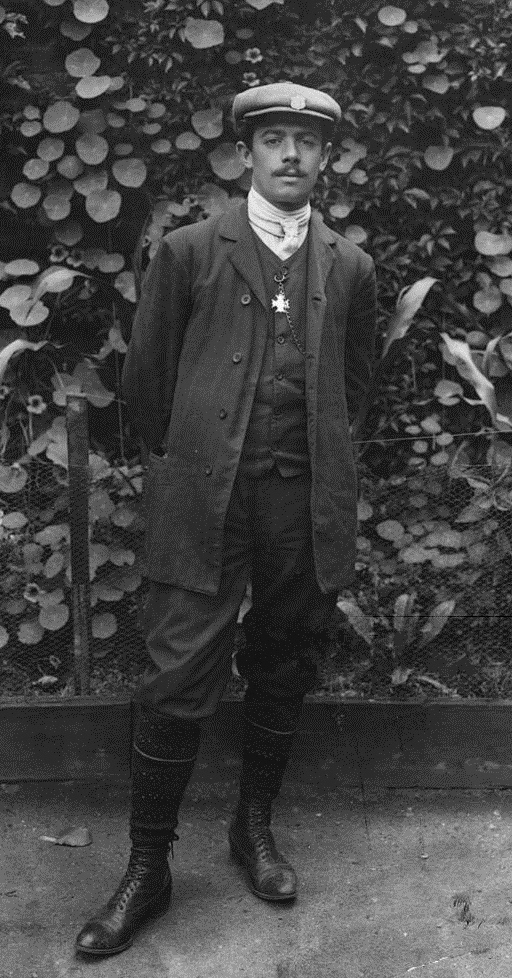
Dorando Pietri nel 1908

Il dramma di Dorando Pietri commosse tutti gli spettatori dello stadio. Quasi a compensarlo della mancata medaglia olimpica, la regina Alessandra lo premiò con una coppa d'argento dorato. A proporre l'assegnazione del riconoscimento sarebbe stato lo scrittore Arthur Conan Doyle, creatore del famoso investigatore Sherlock Holmes, che secondo alcuni era anche l'addetto con il megafono che sorresse Pietri al momento dell'arrivo. Tale affermazione non ha però alcun fondamento: i due personaggi che affiancano Pietri, in quella che è una delle più note e significative immagini dell'olimpismo moderno, sono, rispettivamente, alla destra dell'atleta - con il megafono - il giudice di gara Jack Andrew ed alla sinistra il capo dello staff medico, il dottor Michael Bulger. Conan Doyle era in effetti presente in tribuna, a pochi metri dalla linea del traguardo, dato che era stato incaricato da Lord Northcliffe di redigere la cronaca della gara per il Daily Mail; il resoconto del giornalista-scrittore terminò con le parole:
Successivamente Conan Doyle suggerì al Daily Mail di conferire un premio in danaro a Pietri, sotto forma di sottoscrizione per permettergli l'apertura di una panetteria, una volta rientrato in Italia. La proposta ebbe successo e vennero raccolte trecento sterline. Lo stesso Doyle avviò la raccolta donando cinque sterline.
Il racconto della sua impresa eroica, ma sfortunata, fece immediatamente il giro del mondo. Da un giorno all'altro Dorando Pietri divenne una celebrità, in Italia e all'estero. Le sue gesta colpirono la fantasia del compositore Irving Berlin, che gli dedicò addirittura una canzone intitolata Dorando.
Paradossalmente, la mancata vittoria olimpica fu la chiave del suo successo. Sull'onda della sua fama ricevette presto un lauto ingaggio per una serie di gare-esibizione negli Stati Uniti.

### Il dopo Olimpiadi

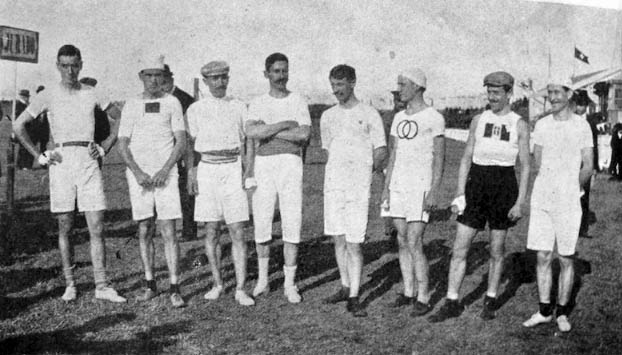
Partecipanti alla maratona di Buenos Aires del 1910, Pietri è il secondo da destra

Erano gli anni d'oro delle sfide di resistenza, create da imprenditori del mondo dello spettacolo: si organizzavano gare lunghissime di boxe, canottaggio e corsa. Tra queste la maratona aveva un posto d'onore, ricreata pochi anni prima come evento coronante delle Olimpiadi, capace di portare gli uomini allo stremo in una lotta estenuante contro la fatica. Non era raro veder accorrere migliaia di persone per assistere a gare che duravano diverse ore.
Organizzatore della prima trasferta americana del maratoneta fu Armando Cougnet, della Gazzetta dello Sport: il 25 novembre 1908, al Madison Square Garden di New York, andò in scena la rivincita tra Pietri e Hayes. Il richiamo era enorme: ventimila spettatori (tra cui molti italo-americani), ma altre diecimila persone erano rimaste fuori perché non c'erano più biglietti.
I due atleti si sfidarono in pista sulla distanza della maratona (262 giri), e, dopo aver corso testa a testa per quasi tutta la gara, alla fine Pietri riuscì a vincere staccando Hayes negli ultimi 500 metri, per l'immensa gioia degli immigrati di origine italiana presenti. Con questa gara Pietri passò ufficialmente al professionismo.
Una seconda sfida tra i due, disputata il 15 marzo 1909, venne anch'essa vinta dall'italiano. Durante la trasferta negli Stati Uniti Pietri partecipò a ventidue gare, con distanze variabili dalle dieci miglia alla maratona, e ne vinse diciassette. Tra gli atleti affrontati vi fu anche Tom Longboat, il più forte nordamericano sulla maratona. Pietri rientrò in Italia nel maggio 1909 e proseguì per altri due anni l'attività professionistica a livello nazionale ed estero. Da professionista, corse complessivamente 12 maratone, sempre in America, portandone a termine 9 e vincendone 7. Corse la sua ultima maratona il 24 maggio 1910 a Buenos Aires, in occasione dei giochi indetti per il centenario della nascita dell'Argentina. In tale occasione, Pietri vinse facendo registrare il proprio primato personale sulla distanza, 2h38'48"2.

### L'addio alle corse
La gara d'addio in Italia si svolse il 24 settembre 1911 a Venezia, presso il Velodromo del Lido: una 15 km, vinta agevolmente. Le ultime gare furono invece all'estero l'8 e il 15 ottobre dello stesso anno, a Göteborg (Svezia), e furono vinte dal giovane talento locale Ljungstrom. Il giorno dopo compì 26 anni. In tre anni di professionismo e 46 gare, Dorando Pietri guadagnò oltre 200 000 lire solo di premi, una cifra enorme per l'epoca. In più nello stesso periodo ricevette dal suo agente una rendita settimanale di 1 250 lire.

### Pietri e il fascismo
Con i proventi delle corse e delle sottoscrizioni popolari organizzate anche nella sua terra per “risarcirlo” della squalifica londinese, nel 1911 avviò con il fratello Ulpiano un'attività alberghiera in centro a Carpi, il «Grand Hotel Dorando», all'angolo fra via Berengario e la piazza, giusto davanti al Teatro Comunale. Nel 1915, quando l'Italia entrò nella Prima guerra mondiale, Pietri fu chiamato al fronte, ma fu presto riformato per asseriti problemi cardiaci. Intanto, come imprenditore non aveva mostrato lo stesso talento che aveva come sportivo: così nel 1917 i fratelli vendettero il grande immobile e aprirono il Garage Dorando, un'autorimessa e concessionaria che faceva anche servizio di "noleggio con conducente", attività quest'ultima che avrebbe continuato poi a Sanremo, quando vi si trasferì nel 1923 lasciando per sempre Carpi. 
Al sorgere del fascismo, Pietri aderì subito con convinzione al movimento, prendendo la tessera n. 47 363 nel marzo 1921 e partecipando ad alcune aggressioni organizzate da camicie nere carpigiane in zona e nella bassa mantovana: “solo” come conducente dei veicoli noleggiati dagli squadristi, disse lui; con un ruolo attivo, come il fratello Ulpiano, sospettarono gli inquirenti e sostengono alcuni ricercatori. In una di queste spedizioni, il 24 giugno 1922, presso la parrocchia di Quartirolo, frazione di Carpi, due adolescenti cattolici furono accoltellati a morte e altri vennero feriti. Per questi episodi – che si ritengono all'origine della sua partenza da Carpi l'anno dopo – non fu condannato: o per intervenuta amnistia o perché nel frattempo deceduto quando, dopo la Liberazione, vennero rifatti alcuni processi. 

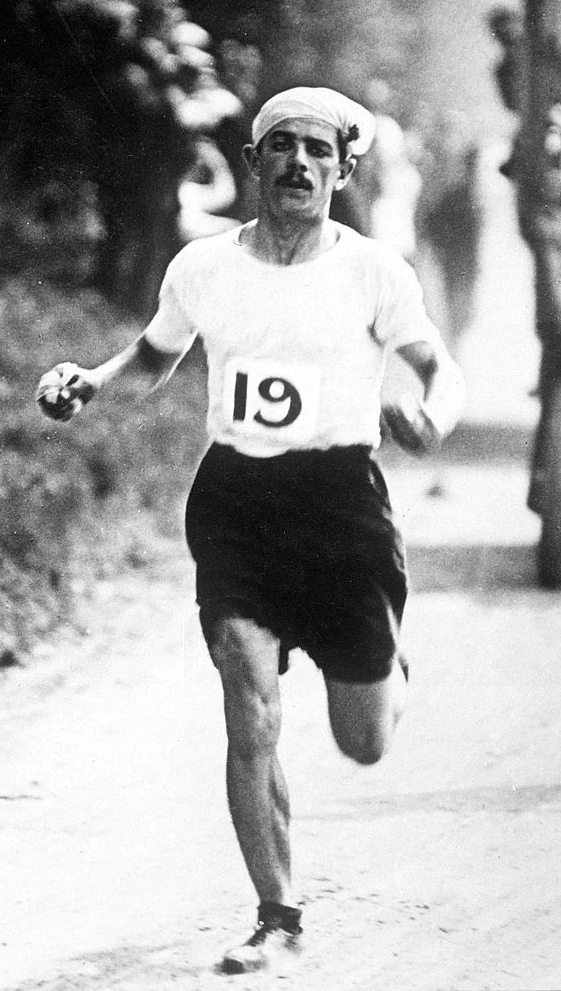
Dorando Pietri durante la maratona di Londra 1908

Nel testamento olografo del 1933, Pietri aveva espresso la volontà di esser sepolto in camicia nera e così fu nel 1942, quando morì a 56 anni per emorragia cerebrale. Al funerale, nella “Città dei fiori”, erano presenti vari gerarchi con i labari: venne tumulato nel cimitero sanremese Valle Armea, dove la scritta sulla lapide ricorda che nel 1936 gli era stata conferita l'onorificenza di “Cavaliere della Corona d'Italia”: « Cav. Dorando Pietri / campione mondiale podistico / medaglia d'oro ». Analoga scritta, con le parole «al valore atletico» dopo “medaglia d'oro”, è posta sopra, girata verso il viottolo che passa dietro il manufatto, affinché la tomba sia individuabile. 
Pietri non ha avuto figli, ma ha cresciuto come fosse propria la nipote Gina, figlia di una sorella della moglie. I cimeli del campione sono passati ai discendenti del fratello Armando. La coppa donata a Pietri dalla regina Alessandra è invece custodita a Carpi dalla «Società Ginnastica La Patria 1879», in una cassetta di sicurezza di un istituto bancario sito nello stesso edificio che fu il "Grand Hotel Dorando". Sul trofeo è incisa questa dedica:
Da notare che il nome dell'atleta è invertito – come se Dorando fosse il cognome – cosa frequente nel mondo anglosassone: oltre che sulla coppa, infatti, avveniva nella stampa e si è ripetuta con l'intitolazione delle strade: “Dorando Close” a Londra, “Dorando Way” a Salina (stato di New York, USA). L'equivoco potrebbe esser derivato dal fatto che l'atleta si firmava abitualmente “Pietri Dorando”.

## Palmarès
| Anno | Manifestazione            | Sede   | Evento             | Risultato | Prestazione | Note   |
| ---- | ------------------------- | ------ | ------------------ | --------- | ----------- | ------ |
| 1906 | Giochi olimpici intermedi | Atene  | Maratona           | dnf       | dnf         |        |
| 1908 | Giochi olimpici           | Londra | Maratona           | dq        | dq          |        |
| 1908 | Giochi olimpici           | Londra | 3 miglia a squadre | Batteria  | 11 p.       | [ 11 ] |

## Campionati nazionali
- 1 volta campione nazionale assoluto dei 5000 m piani (1907)
- 2 volte campione nazionale assoluto della 20 km (1907, 1908)

1907
- Oro ai campionati italiani assoluti, 20 km - 1h06'27"
- Oro ai campionati italiani assoluti, 5000 m piani - 16'27"1/5
- Argento ai campionati italiani assoluti, 1000 m piani

1908
- Oro ai campionati italiani assoluti, 20 km

## Nella cultura di massa
Inevitabilmente, attorno a un personaggio così popolare nacquero varie dicerie, alcune che ne esaltavano le doti altre che le mettevano in dubbio. Nel primo caso, favolose sfide con treni e calessi, sfide ovviamente vinte da Pietri; nella seconda categoria, l'uso di sostanze che oggi si definirebbero “dopanti”, come la stricnina (con tanto di ricetta a base di rosso d'uovo), pare assai diffusa all'epoca. Su questa ipotesi negli anni 1980 un farmacologo dell'Università di Modena sostenne che se Pietri avesse assunto stricnina e atropina in dosi non terapeutiche, gli effetti collaterali sarebbero stati in realtà incompatibili con il miglioramento delle prestazioni agonistiche. 

### Cinema
- Nel 1975, la vicenda di Pietri viene citata in forma di parodia da Paolo Villaggio nel film Fantozzi, quando il protagonista, stremato, dovendo timbrare il cartellino per iniziare l'orario di lavoro, non viene aiutato dagli altri dipendenti per il rischio d'essere "squalificato". La stessa gag verrà riproposta, nel 1986, seppur in una situazione diversa, in Superfantozzi.

### Televisione
- Nel 2012 la Rai ha realizzato la miniserie televisiva Il sogno del maratoneta, incentrata sulla figura di Dorando Pietri. Il maratoneta è stato interpretato da Luigi Lo Cascio.
- Spesso viene citato nel programma Ciao Darwin da Paolo Bonolis quando i due concorrenti scelti per la prova "a spasso nel tempo" nel finale devono tornare in studio. Il primo che arriva guadagna molti più punti dell'avversario al fine di far vincere la propria squadra. In alcune occasioni capita che il concorrente che sta per arrivare primo inciampi o cada o rallenta il passo, allora Bonolis pronuncia la frase "non la posso toccare altrimenti la squalificano come Dorando Pietri".

### Letteratura e musica
- Nel 1989 il gruppo musicale En manque d'autre gli ha dedicato La storia di Dorando Pietri, contenuta nell'LP Noi siamo i tecnovillani, riedita dallo stesso gruppo, rinominato Afa[14] e contenuta nell'album del 1993 Acid Folk Alleanza.
- Nel 2000 il gruppo musicale Tupamaros gli ha dedicato la canzone A un passo dal traguardo, nell'album Non è cambiato niente.
- Nel 2008 lo scrittore Giuseppe Pederiali si è ispirato alla vita di Dorando Pietri per il libro Il sogno del maratoneta (il romanzo di Dorando Pietri); da quest'opera è stata tratta la serie TV omonima.
- Nel 2012 il cantautore Cisco, nell'album Fuori i secondi, lo rende protagonista di una canzone, in dialetto modenese, intitolata Dorando.
- Nel 2014 lo scrittore Giulio Cavalli ha pubblicato un libro dal titolo Corro perché scivolo dedicato alla vita di Dorando Pietri.
- L'ultima puntata di Londra 2012, storia scritta per Topolino da Roberto Gagnor e illustrata da Marco Mazzarello, uscita sul n. 2953 del 4 luglio 2012, è interamente dedicata alla vicenda di Dorando Pietri e in essa compare anche la protesta di Arthur Conan Doyle.

## La memoria
- Il Comune di Correggio ha intitolato a Dorando Pietri il palasport, la pista d'atletica e una via proprio a Mandrio, la frazione dove nacque. Una via gli è stata intitolata anche a Carpi;
- Il 24 luglio 2008, centenario dell'impresa di Londra, l'Amministrazione comunale di Carpi ha anche inaugurato una statua bronzea che riproduce l'atleta in una plastica posizione, mentre corre, scalzo e a torso nudo, con calzoncini rossi, come usava Pietri: alta tre metri (più cinque del basamento rivestito in marmo), s'intitola “La vittoria è di Dorando” ed è opera dello scultore reatino Bernardino Morsani, vincitore del concorso indetto dal Comune. Si trova nella rotatoria all'intersezione fra le vie Cattani, Ugo da Carpi e Mulini, all'ingresso sud della città;
- Nel dicembre 2015, una targa dedicata a Dorando Pietri è stata inserita nel percorso Walk of Fame dello sport italiano al parco olimpico del Foro Italico a Roma, riservato agli sportivi italiani che si sono distinti in campo internazionale.[15]